# Медаль «Ветеран федеральных органов государственной охраны»
Меда́ль «Ветера́н федера́льных о́рганов госуда́рственной охра́ны» — ведомственная медаль ФСО России, учреждённая приказом ФСО РФ № 318 от 19 августа 2005 года.

## Правила награждения
Согласно Положению медалью «Ветеран федеральных органов государственной охраны» награждаются граждане, уволенные с военной службы в запас, отставку, прослужившие в органах государственной охраны 20 лет и более, за активное участие в патриотическом воспитании и профессиональном обучении молодых сотрудников федеральных органов государственной охраны.

## Описание медали
Медаль изготавливается из металла золотого цвета; имеет форму круга диаметром 32 мм с выпуклым бортиком с обеих сторон. На лицевой стороне медали в центре — полноцветное изображение эмблемы ФСО России, наложенное на золотистую восьмилучевую звезду. По окружности лицевой стороны медали — надписи: «ФЕДЕРАЛЬНЫЕ ОРГАНЫ ГОСУДАРСТВЕННОЙ ОХРАНЫ» и «ВЕТЕРАН». На оборотной стороне медали в центральной части — надпись «СЛАВА И ГОРДОСТЬ», ниже — «ФСО РОССИИ». Надпись обрамлена венком из лавровых ветвей. Все изображения и надписи на медали рельефные.
Медаль при помощи ушка и кольца соединяется с четырёхугольной фигурной колодкой золотистого цвета, обтянутой васильковой шёлковой муаровой лентой шириной 24 мм, окаймлённой с правой стороны красной полосой и с левой стороны — полоской белого цвета. Ширина красной полосы 11 мм, ширина белой полоски 1 мм.